# Blue (1993)
Blue é um filme dramático de 1993 dirigido por Derek Jarman. É seu último longa-metragem, lançado quatro meses antes de sua morte por complicações relacionadas à AIDS. Tais complicações já o haviam deixado parcialmente cego na época do lançamento do filme, só conseguindo enxergar em tons de azul.
O filme foi seu último trabalho como cineasta e consiste em uma única tomada de cor azul saturada - especificamente International Klein Blue (RGB 0, 47, 167, CMYK 100, 72, 0, 35). Isso preenche a tela, como pano de fundo para uma trilha sonora onde a narração de Jarman e alguns de seus colaboradores de longa data descreve sua vida e visão.

## Estrutura
O filme é dividido em duas metades, com diferentes vertentes de narração. A primeira história, intercalada com a segunda, conta as aventuras de Blue, como personagem e como cor. O azul é descrito como entrando em brigas com outras cores, "Yellowbelly queima a terra com seu hálito maldito...", até aventuras, "Marco Polio tropeça nas montanhas azuis...".
A outra história apresenta o dia-a-dia de Derek Jarman, como um homem gay que viveu na Londres dos anos 1990, e as complicações de viver com AIDS. Alguns dos acontecimentos mencionados são realistas e verdadeiros, como visitar um café com amigos, discutir a guerra em Sarajevo, e ter dificuldade no dia-a-dia, como vestir a roupa ao contrário. Outros parecem mais oníricos, como quando Jarman se pergunta o que há além do céu. Isso contrasta com os pensamentos sobre sua saúde e quanto tempo lhe resta até morrer, o enfraquecimento de seu corpo e a eventual queda de sua visão.
Há também algumas seções nas quais Jarman sonha acordado. A narração faz menção a caminhar pelo céu e a se perguntar como seria um astronauta.
Os momentos finais do filme consistem em um conjunto de nomes que se repetem. "John. Daniel. Howard. Graham. Terry. Paul". Esses nomes são todos ex-amantes e amigos de Jarman que morreram de AIDS.
O próprio Jarman sucumbiria à AIDS em 19 de fevereiro de 1994, aos 52 anos, poucos meses após a estreia do filme.

## Elenco
Todos os narradores:
- John Quentin
- Nigel Terry
- Derek Jarman
- Tilda Swinton

## Lançamento e estreia
Em sua estreia, em 19 de setembro de 1993, o Channel 4 e a BBC Radio 3 colaboraram em uma transmissão simultânea para que os telespectadores pudessem desfrutar de uma trilha sonora estéreo. A Radio 3 posteriormente transmitiu a trilha sonora separadamente como uma peça de rádio e mais tarde foi lançada como um CD.
O filme foi lançado em DVD na Alemanha e na Itália. Em 23 de julho de 2007, o distribuidor britânico 'Artificial Eye' lançou um DVD amarrando Blue com Glitterbug, uma colagem de imagens Super 8 de Jarman.
O diretor de fotografia Christopher Doyle chamou Blue de um de seus filmes favoritos, chamando-o de "um dos filmes mais íntimos que já vi".